# Fredede bygninger i Solrød Kommune
Der er 1 fredet bygning i Solrød Kommune (ud over kirker). Der er tale om Uglegårdsskolen i Solrød, der blev fredet i 2016.